# العلاقات البرازيلية الأيرلندية
العلاقات البرازيلية الأيرلندية هي العلاقات الثنائية التي تجمع بين البرازيل وجمهورية أيرلندا.

## مقارنة بين البلدين
هذه مقارنة عامة ومرجعية للدولتين:
| وجه المقارنة                                              | البرازيل | جمهورية أيرلندا                                       |
| --------------------------------------------------------- | --- | ----------------------------------------------------- |
| المساحة (كم2)                                             | 8.52 مليون | 70.27 ألف                                             |
| عدد السكان (نسمة)                                         | 202.66 مليون | 4.76 مليون                                            |
| الكثافة السكانية (ن./كم²)                                 | 23.79 | 67.74                                                 |
| العاصمة                                                   | برازيليا، ريو دي جانيرو | دبلن                                                  |
| اللغة الرسمية                                             | برتغالية برازيلية، Brazilian Sign Language ‏ | اللغة الأيرلندية، لغة إنجليزية، الإنجليزية الأيرلندية |
| العملة                                                    | ريال برازيلي، كروزيرو ريال برازيلي ‏، كروزيرو البرازيلية (1990–1993)، البرازيلي كروزادو نوفو، كروزادو برازيلي، cruzeiro ‏، كروزيرو البرازيلية (1942–1967)، الريال البرازيلي (قديم) | جنيه أيرلندي، يورو، عملات اليورو الأيرلندية           |
| الناتج المحلي الإجمالي (بليون دولار)                      | 2.06 تريليون | 333.73 مليار                                          |
| الناتج المحلي الإجمالي (تعادل القوة الشرائية) بليون دولار | 3.22 تريليون | 318.16 مليار                                          |
| الناتج المحلي الإجمالي الاسمي للفرد دولار أمريكي          | 8.54 ألف | 61.13 ألف                                             |
| الناتج المحلي الإجمالي للفرد دولار أمريكي                 | 15.89 ألف |                                                       |
| مؤشر التنمية البشرية                                      | 0.754 | 0.916                                                 |
| رمز المكالمات الدولي                                      | +55 | +353                                                  |
| رمز الإنترنت                                              | .br | .ie                                                   |
| المنطقة الزمنية                                           | | 00، ت ع م+01:00، أوروبا/دبلن ‏                         |

## مدن متوأمة
في ما يلي قائمة باتفاقيات التوأمة بين مدن برازيلية وأيرلندية:
- ترتبط كروزيرو [الإنجليزية]‏ مع كوف باتفاقية توأمة.

## منظمات دولية مشتركة
يشترك البلدان في عضوية مجموعة من المنظمات الدولية، منها:
| علم المنظمة | اسم المنظمة                        | تاريخ انضمام البرازيل | تاريخ انضمام جمهورية أيرلندا |
| ----------- | ---------------------------------- | --------------------- | ---------------------------- |
|             | الاتحاد البريدي العالمي            | ?                     | ?                            |
|             | يونسكو                             | 4 نوفمبر 1946         | 3 أكتوبر 1961                |
|             | البنك الدولي للإنشاء والتعمير      | 14 يناير 1946         | 8 أغسطس 1957                 |
|             | منظمة التجارة العالمية             | ?                     | ?                            |
|             | وكالة ضمان الاستثمار متعدد الأطراف | 7 يناير 1993          | 27 أكتوبر 1989               |
|             | نظام تحكم تكنولوجيا القذائف        | 1995                  | 1992                         |
|             | منظمة الشرطة الجنائية الدولية      | ?                     | ?                            |
|             | الاتحاد الدولي للاتصالات           | 4 يوليو 1877          | 8 ديسمبر 1923                |
|             | مؤسسة التمويل الدولية              | 31 ديسمبر 1956        | 11 سبتمبر 1958               |
|             | الأمم المتحدة                      | 24 أكتوبر 1945        | 14 ديسمبر 1955               |
|             | مجموعة الموردين النوويين           | ?                     | ?                            |
|             | مؤسسة التنمية الدولية              | 15 مارس 1963          | 22 ديسمبر 1960               |
|             | الفريق المعني برصد الأرض           | ?                     | ?                            |
|             | منظمة حظر الأسلحة الكيميائية       | ?                     | ?                            |

## أعلام
هذه قائمة لبعض الشخصيات التي تربطها علاقات بالبلدين:
- آنا باولا كونلي (13 فبراير 1972 – )
- جنيفر أونيل (20 فبراير 1948 – )
- روزيني ادولفو (لاعب كرة قدم برازيلي، 3 مايو 1983[23] – )
- لورينا سيمبسون (مغنية برازيلية، 3 مايو 1987 – )
- والتر فورستر (ممثل برازيلي، 23 مارس 1917 – 3 سبتمبر 1996)

## وصلات خارجية
- موقع وزارة الخارجية البرازيلية